# سان غينيسيو إد يونيتي (بافيا)
سان غينيسيو إد يونيتي (بالإيطالية: San Genesio ed Uniti)‏ هي بلدة تقع في مقاطعة بافيا بإقليم لومبارديا في شمال إيطاليا. تبلغ مساحة هذه المدينة 9 (كم²)، وترتفع عن سطح البحر م، بلغ عدد سكانها 3567 نسمة في عام 2004 حسب إحصاء المعهد الوطني للإحصاء.

## السكان
في سنة 1861 بلغ عدد السكان 1٬479 نسمة، وتطور العدد ليصل في سنة 2011 لـ 3٬788 نسمة.
يظهر هذا المخطط البياني تطور النمو السكاني لـ سان غينيسيو إد يونيتي (بافيا)